# Phyllogomphoides apiculatus
Phyllogomphoides apiculatus là loài chuồn chuồn trong họ Gomphidae. Loài này được Cook & González mô tả khoa học đầu tiên năm 1990.